# Сагайдацьке нафтогазове родовище
Сагайдацьке нафтогазове родовище — належить до Антонівсько-Білоцерківського нафтогазоносного району Східного нафтогазоносного регіону України.

## Опис
Розташоване в Полтавській області на відстані 15 км від м. Шишаки .
Знаходиться в центральній частині південної прибортової зони Дніпровсько-Донецької западини.
Підняття виявлене в 1951 р.
Структура є наскрізною асиметричною брахіантикліналлю розмірами 2,0х1,2 км, ускладненою скидами амплітудою 25-150 м. Перший промисл. приплив нафти отримано з відкладів московського ярусу середнього карбону з інт. 1048—1050 м у 1955 р.
Поклади пластові, склепінчасті, тектонічно екрановані.
Експлуатується з 1955 р. Колектори — пісковики. Режим покладів водонапірний та розчиненого газу. Запаси початкові видобувні категорій А+В+С1: нафти — 410 тис. т; розчиненого газу — 21 млн. м³. Вміст сірки у нафті 0,74 мас.%.